# Contea di Quanzhou
La contea di Quanzhou (全州县S, Quánzhōu XiànP) è una contea della Cina, situata nella regione autonoma di Guangxi e amministrata dalla prefettura di Guilin.